# Archéparchie de Damas des Melkites
L'archiéparchie de Damas des Melkites (en latin : Archéparchie Graecorum Melkitarum Damascena) est un siège métropolitain et patriarcal de l'Église grecque-melkite catholique en Syrie, immédiatement soumis au Patriarcat melkite catholique d'Antioche. En 2016, il y a eu trois mille baptisés.

## Territoire
L'archiéparchie a son siège dans la ville de Damas, où se trouve la cathédrale Notre-Dame-de-la-Dormition.
Le territoire est divisé en huit paroisses.

## Histoire
Le siège de Damas a des origines très anciennes (IVe siècle). À partir du XIVe siècle, avec le déclin de la ville d'Antioche, Damas est devenue le siège des patriarches grecs orthodoxes.
À la suite du schisme au sein de l'église orthodoxe grecque d'Antioche en 1724, un siège de l'Église grecque-catholique melkite a été érigé.
Depuis 1838, l'archiéparchie grecque-catholique melkite de Damas est le siège métropolitain du patriarche d'Antioche des Melkites, qui est représenté par un vicaire patriarcal, presque toujours doté de la dignité épiscopale.
Depuis le 21 juin 2017, le siège du vicaire patriarcal de Damas des Melkites est vacant en raison de l'élection de l'archevêque Joseph Absi comme nouveau patriarche de l’Église grecque-melkite catholique.

## Statistiques
L'archiéparchie à la fin de 2016 comptait trois mille baptisés. 
| année | population | population | population | prêtres | prêtres   | prêtres   | prêtres             | diacres | religieux | religieux | paroisses |
| année | baptisés   | total      | %          | nombre  | séculiers | réguliers | baptisés par prêtre | diacres | moines    | moniales  | paroisses |
| ----- | ---------- | ---------- | ---------- | ------- | --------- | --------- | ------------------- | ------- | --------- | --------- | --------- |
| 1980  | 68.000     | ?          | ?          | 24      | 20        | 4         | 2.833               |         | 4         | 25        | 16        |
| 1990  | 90.000     | ?          | ?          | 36      | 28        | 8         | 2.500               |         | 8         | 41        | 18        |
| 1999  | 110.000    | ?          | ?          | 41      | 34        | 7         | 2.682               | 1       | 7         | 47        | 19        |
| 2002  | 140.000    | ?          | ?          | 39      | 33        | 6         | 3.589               | 1       | 6         | 47        | 19        |
| 2003  | 200.000    | ?          | ?          | 44      | 36        | 8         | 4.545               | 1       | 8         | 13        | 17        |
| 2004  | 200.000    | ?          | ?          | 44      | 36        | 8         | 4.545               | 1       | 8         | 19        | 18        |
| 2006  | 200.000    | ?          | ?          | 40      | 32        | 8         | 5.000               | 1       | 8         | 14        | 18        |
| 2009  | 150.000    | ?          | ?          | 46      | 38        | 8         | 3.260               | 1       | 8         | 13        | 20        |
| 2010  | 150.000    | ?          | ?          | 41      | 33        | 8         | 3.658               | 1       | 8         | 38        | 20        |
| 2016  | 3.000      | ?          | ?          | 9       | 6         | 3         | 333                 | 3       | 3         | 30        | 8         |